# Vale de Telhas
Vale de Telhas é uma povoação portuguesa sede da Freguesia de Vale de Telhas do Município de Mirandela, freguesia com 13,35 km² de área e 263 habitantes (censo de 2021), tendo, por isso, uma densidade populacional de 19,7 hab./km².

## Demografia
A população registada nos censos foi:
| Distribuição da População por Grupos Etários | Distribuição da População por Grupos Etários | Distribuição da População por Grupos Etários | Distribuição da População por Grupos Etários | Distribuição da População por Grupos Etários |
| -------------------------------------------- | -------------------------------------------- | -------------------------------------------- | -------------------------------------------- | -------------------------------------------- |
| Ano                                          | 0-14 Anos                                    | 15-24 Anos                                   | 25-64 Anos                                   | > 65 Anos                                    |
| 2001                                         | 48                                           | 46                                           | 177                                          | 93                                           |
| 2011                                         | 16                                           | 33                                           | 135                                          | 99                                           |
| 2021                                         | 15                                           | 15                                           | 129                                          | 104                                          |